# 253P/PANSTARRS
253P/PANSTARRS, indicata anche come cometa PANSTARRS 2, è una cometa periodica appartenente al gruppo della famiglia delle comete gioviane.

## Scoperta e storia osservativa
La cometa fu scoperta il 4 settembre 2011, ricevendo una designazione cometaria, P/2011 R2 PANSTARRS, in quanto mostrava chiaramente le caratteristiche di tale tipo di oggetti. Poco dopo, calcolando a ritroso l'orbita, furono scoperte osservazioni del 1º dicembre 2005 relative ad un periodo successivo al precedente passaggio al perielio. Proseguendo ancora a ritroso ci si accorse che in effetti l'oggetto celeste era già stato scoperto il 14 settembre 1998 e ritenuto un asteroide ricevendo come tale una denominazione asteroide, 1998 RS22: collegando assieme queste osservazioni, relative a ben tre passaggi al perielio, è stato possibile numerare definitivamente questa cometa periodica assegnandole la denominazione definitiva, 253P/PANSTARRS.